# Acuerdo ASCOBANS

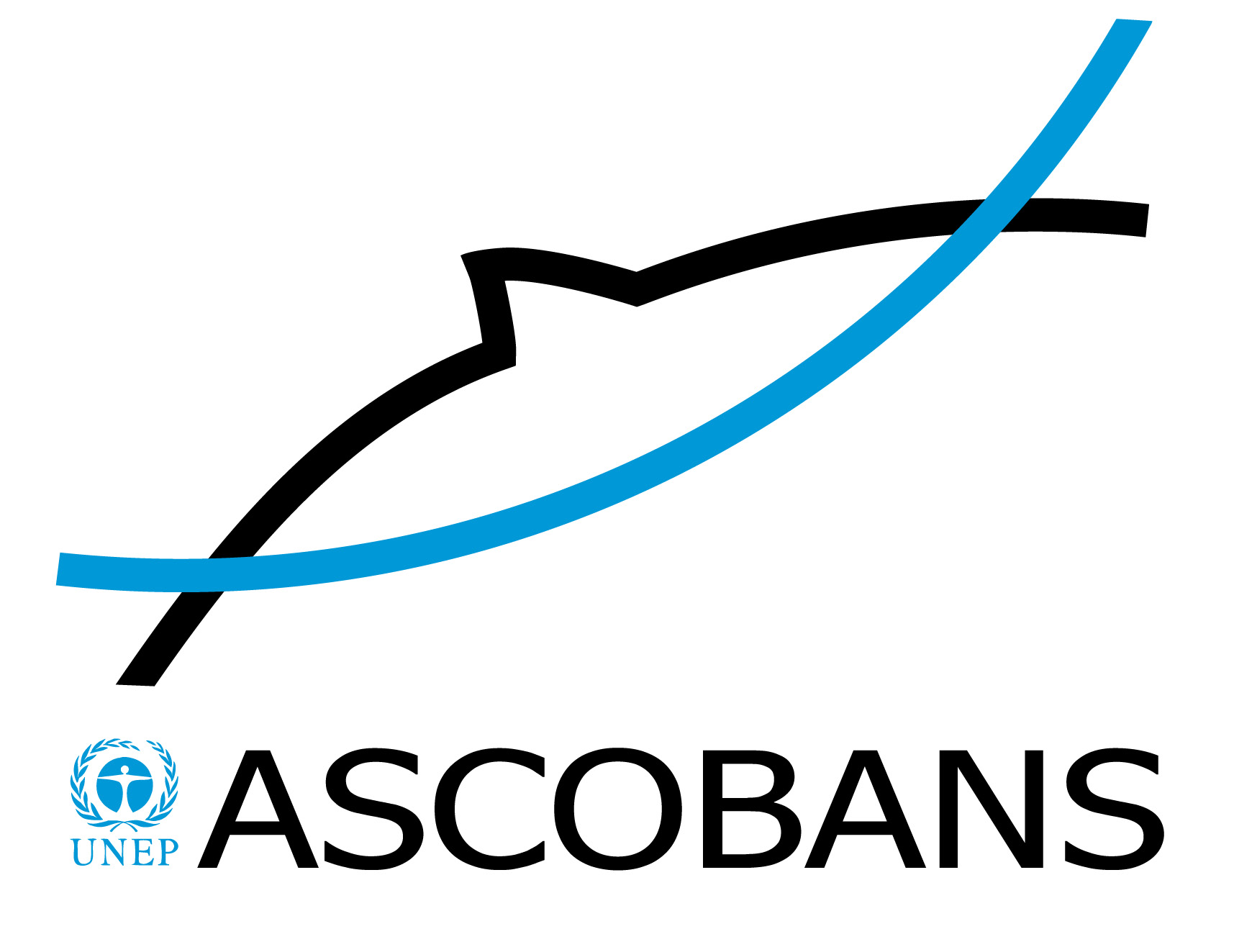
Logo de ASCOBANS

ASCOBANS es un acuerdo regional para la protección de los pequeños cetáceos que fue concluido como “Agreement on the Conservation of Small Cetaceans of the Baltic and North Seas” (Acuerdo para la conservación de los pequeños cetáceos del Mar Báltico y Mar del Norte) bajo los auspicios de la Convención sobre las Especies Migratorias del PNUMA, también conocida como Convención de Bonn, en septiembre de 1991 y que entró en vigor en marzo de 1994. En febrero de 2008 entró en vigor una extensión del Acuerdo que cambió su nombre a “Agreement on the Conservation of Small Cetaceans of the Baltic, North East Atlantic, Irish and North Seas” (Acuerdo para la conservación de los pequeños cetáceos del Mar Báltico, Noreste Atlántico, Mar de Irlanda y Mar del Norte). ASCOBANS cubre todas las especies de ballenas dentadas (Odontoceti) en el área del Acuerdo con la excepción del cachalote (Physeter macrocephalus).

## Antecedentes
Un gran número de especies de pequeños cetáceos viven en el Baltic, Irish, North Seas y Atlántico Noreste, incluyendo delfines, ballenas y marsopas. La marsopa es la especie de pequeño cetáceo más común en el Mar del Norte y la única especie cetácea autóctona del Mar Báltico, de ahí que sea la especie bandera del Acuerdo. Por su condición de especies migratorias los cetáceos se enfrentan a una serie de amenazas causadas por las actividades humanas. Estas incluyen la pérdida de hábitat, contaminación marina, molestias acústicas procedentes de diversas fuentes y la más importante, la captura accidental por quedar atrapados en las redes de pesca, conocida en inglés como “bycatch”. Cada año miles de ballenas, delfines y marsopas mueren víctimas de la captura accidental, ahogados por no poder ascender a la superficie para respirar.

### Estructura Organizativa
El Acuerdo se compone de tres organismos principales que colaboran en la implementación de ASCOBANS: 

#### La Reunión de las Partes (MOP)
La Reunión de las Partes es el órgano decisorio del Acuerdo. Se reúne cada tres años para evaluar el progreso y desarrollar los próximos pasos a seguir en la implementación de ASCOBANS. Aparte de los Estados miembros, podrán asistir en calidad de observadores a la Reunión de las Partes los Estados del área de distribución no Partes y organizaciones regionales, intergubernamentales y no gubernamentales relevantes sin tener estos últimos participación en la toma de decisiones.

#### El Comité Asesor (AC)
Cada Parte del Acuerdo puede nombrar un miembro y varios asesores para el Comité Asesor, el cual se reúne una vez al año. El papel del Comité Asesor es proporcionar asesoramiento científico y político a la Secretaría (ver más abajo) y a la Reunión de las Partes. Al igual que en la Reunión de las Partes, los observadores externos podrán asistir a las reuniones del Comité Asesor, aunque los únicos con derecho a voto serán los miembros designados.

#### La Secretaría
La Secretaría ASCOBANS, situada en Bonn, actúa como el órgano de coordinación del Acuerdo. Reúne y divulga información a la Reunión de las Partes y al Comité Asesor. La Secretaría desempeña un papel importante en cuanto a concienciación y proporciona asesoramiento y apoyo a las Partes ayudando en la implementación del Acuerdo. Organiza los encuentros de la Reunión de las Partes y del Comité Asesor. La Secretaría ASCOBANS, al igual que otros Acuerdos Regionales dentro de la Convención de Bonn, está integrada en la Unidad de Acuerdos de la Secretaría de la CMS. La 5.ª Reunión de las Partes de ASCOBANS (2006) decidió que a partir del 1 de enero de 2007 la Secretaría PNUMA/CMS sería también la Secretaría para el Acuerdo ASCOBANS; y el Secretario Ejecutivo de PNUMA/CMS sería asimismo el Secretario Ejecutivo en funciones de ASCOBANS por un periodo provisional de tres años.

### Especies
Las especies más importantes species cubiertas por el Acuerdo son: 
- La marsopa común (Phocoena phocoena)
- El delfín común (Tursiops truncatus)
- El delfín común (Delphinus delphis)
- El delfín de morro blanco (Lagenorhynchus albirostris)
- El delfín atlántico de costados blancos (Lagenorhynchus acutus)
- El delfín listado (Stenella coeruleoalba)
- El calderón gris (Grampus griseus)
- La orca (Orcinus orca)
- El calderón común o negro (Globicephala melas)
- El zifio calderón (Hyperoodon ampullatus) y
- otros zifios (Ziphiidae).

### El Área del Acuerdo y los Estados miembros
El Acuerdo está abierto a la adhesión para todos los países del área de distribución (es decir, cualquier país que ejerza jurisdicción sobre cualquier parte del área de distribución de una especie cubierta por el Acuerdo, o cuyos buques nacionales desempeñen actividades que afecten negativamente a los pequeños cetáceos en el área del Acuerdo), así como para organizaciones de integración económica regional.
El 3 de febrero de 2008 el área ASCOBANS, que hasta entonces solamente cubría el Mar del Norte y Mar Báltico, se extendió para incluir también el mar de Irlanda y parte del Atlántico Noreste. Se define a continuación:
“… el ambiente marino del Mar Báltico y Mar del Norte y el área contigua del Atlántico Noreste, delimitada por las costas de los Golfos de Bothnia y Finlandia; hasta el sureste en latitud 36ºN, donde ésta línea de latitud se cruza con la línea imaginaria que une los faros de Cabo de San Vicente (Portugal) y Casablanca (Marruecos); hasta el suroeste en latitud 36ºN y longitud 15ºO; hasta el noroeste en longitud 15º y la línea imaginaria que une los siguiente puntos: latitud 59ºN/longitud 15ºO, latitud 60ºN/longitud 05ºO, latitud 61ºN/longitud 04ºO, latitud 62ºN/longitud 03ºO, hasta el norte en latitud 62ºN, e incluyendo los estrechos de Kattegat, Sound y Belt.”

#### Estados Partes
- Bélgica
- Alemania
- Dinamarca
- Finlandia
- Francia
- Lituania
- Países Bajos
- Polonia
- Suecia
- Reino Unido

#### Estados No Partes
- Estonia
- Irlanda
- Letonia
- Noruega
- Portugal
- Rusia
- España

### Conservación de la marsopa común
Se ha reconocido internacionalmente la necesidad de un plan de recuperación para la marsopa del Mar Báltico, ya que se estima que solamente quedan unos 600 individuos en el Báltico propiamente dicho. El Plan Jastarnia, un plan de recuperación para las marsopas del Mar Báltico fue redactado bajo los auspicios de ASCOBANS durante el transcurso de varios años en estrecha colaboración con la Unión Internacional para la Conservación de la Naturaleza (UICN) y la Comisión de Helsinki (HELCOM). Adoptado por las Partes durante la 4.ª Reunión de las Partes (MOP4) en 2003, los objetivos del Plan son:
- Reducir la tasa anual de captura accidental dentro del área reconocida en 1995 a un máximo de dos marsopas;
- Mejorar el conocimiento científico en los temas más importantes;
- Desarrollar más metas de recuperación específicas basadas en los datos más recientes de población y captura accidental.

A pesar de no encontrarse bajo una amenaza inminente en el Mar del Norte, las poblaciones de marsopas que viven en esta área también sufren presión por la alta tasa de pesca accidental además de otros factores. Por consiguiente se está desarrollando  un Plan de Conservación para las marsopas del Mar del Norte, que será presentado a las Partes durante su 6.ª Reunión en 2009.

### Resoluciones de la Reunión de las Partes
Más abajo aparece la tabla con las Resoluciones de la Reunión de las Partes en materia de conservación que se encuentran en vigor. Para ver una lista completa de todas las resoluciones aprobadas y revocadas visite la página web de ASCOBANS.
| Resolución               | Título |  |
| ------------------------ | --- |  |
|                          | |  |
| MOP 2 (Anexo L - Res. 4) | Necesidad de seguimiento e investigación para tratar los efectos de los contaminantes en la salud de los cetáceos |  |
| MOP 3/3                  | Captura incidental de pequeños cetáceos                                                                           |  |
| MOP 3/5                  | Estado de seguimiento y estudios de población                                                                     |  |
| MOP 4/7                  | Poblaciones de cetáceos en el área ASCOBANS                                                                       |  |
| MOP 4/10                 | Plan de recuperación para las marsopas del Mar del Norte                                                          |  |
| MOP 5/4                  | Efectos adversos del ruido, buques y otro tipo de molestias sobre los pequeños cetáceos                           |  |
| MOP 5/5                  | Captura incidental de pequeños cetáceos                                                                           |  |
| MOP 5/7                  | Investigación sobre la calidad del hábitat, salud y estado de los pequeños cetáceos en el área del Acuerdo        |  |

### ASCOBANS y la opinión pública
A lo largo de los años el Acuerdo ha aparecido en varios periódicos tanto nacionales como internacionales. Se ha llamado la atención sobre las actividades de ASCOBANS, sus éxitos y reveses. Aunque el WWF elogió los esfuerzos de ASCOBANS para la reducción de la pesca accidental en 2001, también lanzó críticas en 2004 denunciando importantes lagunas en el Acuerdo ASCOBANS, que permite la pesca continuada e innecesaria de pequeños cetáceos por parte de los pescadores, y afirmando que unas medidas más estrictas reducirían la pesca accidental de mamíferos marinos. Mientras tanto, en 2005 el periódico alemán TAZ resaltó el papel crucial de ASCOBANS para la conservación de las marsopas del Mar Báltico, señalando la introducción con éxito de una regulación por la que a partir de 2007 todos los buques de pesca deberán estar equipados con pingers para alertar a las marsopas y así impedir la captura accidental. En un comunicado más reciente, la Sociedad para la protección de los mamíferos marinos (GSM), ha lanzado un llamamiento de atención al trabajo de ASCOBANS en una mayor escala. Algunas ONG han expresado preocupación por las posibles consecuencias de los cambios en la organización de la Secretaría desde enero de 2007, cambios que ellos creen debilitan la capacidad de este organismo del Acuerdo.

Desde 2003, el Día Internacional de la Marsopa del mar Báltico que se celebra cada año el tercer domingo de mayo en instituciones a lo largo de los países bálticos, ha difundido concienciación sobre la situación apremiante en la que se encuentran las marsopas. La Secretaría ASCOBANS publica periódicamente un boletín que informa sobre sus últimas actividades. La suscripción al boletín puede hacerse en la página web de ASCOBANS.